# هيو غروفينور، دوق وستمنستر السابع
هيو ريتشارد لويس غروفينور، دوق وستمنستر السابع (من مواليد 29 يناير 1991) ، حصل على لقب إيرل غروفينور حتى أغسطس 2016 ، هو أرستقراطي بريطاني وملياردير ورجل أعمال ومالك مجموعة غروفينور. أصبح دوق وستمنستر في 9 أغسطس 2016 ، بعد وفاة والده جيرالد غروفينور.أصغر ملياردير في بريطانيا والعالم، تقدر قيمة الدوق وعائلته ب 10.1 مليار جنيه إسترليني (13 مليار دولار أمريكي) ، وفقًا لقائمة صاندي تايمز للأثرياء في مايو 2019. إنه أغنى شخص في العالم دون سن الثلاثين.